# La Baume-Cornillane
Pour les articles homonymes, voir Baume.
La Baume-Cornillane est une commune française située dans le département de la Drôme, en région Auvergne-Rhône-Alpes.
Ses habitants sont dénommés les Balmois.

## Géographie

### Localisation
La Baume-Cornillane est située à 15 km de Crest, à 18 km de Valence.

### Relief et géologie

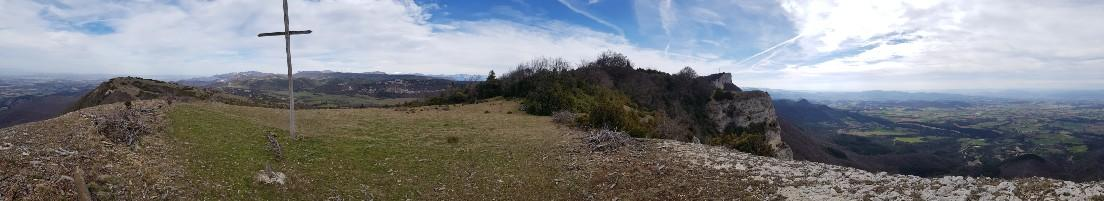
Panorama depuis le Pas de la Croix : le Vercors, La Raye et la vallée du Rhône.

La commune de La Baume-Cornillane s'étage de 320 à 1 014 mètres d'altitude, dans la région de la Gervanne, sur les contreforts du Vercors drômois, massif calcaire constitué de roches formées par sédimentation au cours du Jurassique moyen, au fond de la Téthys alpine.

Carte topographique avec les régions du Vercors.

Sites particuliers :
- la Raye (1 015 m) ;
- Pas de la Croix (872 m) ;
- Pas du Pont ;
- Peychotard (441 m) ;
- Serre du Buis (441 m) ;
- Serre Perrier (532 m).

#### Le «Centre de la Pangée»
Selon le Dauphiné libéré qui évoque des déclarations de spécialistes (sans les nommer), la commune se trouverait à l'emplacement de ce qui a été le centre du très ancien continent appelé la Pangée (du grec ancien πᾶν (pân) « tout », et γαῖα (gaïa) « terre », qui devient en latin pangaea), il y a 240 millions d’années. Ce continent unique a commencé à se disloquer il y a 200 millions d'années, ce qui a donné naissance à la Laurasia (au Nord) et au Gondwana (au Sud). Par la suite, les continents se séparèrent et dérivèrent.
Selon le site officiel de la commune qui utilise le conditionnel, la crête rocheuse, relevée lors de la formation des Alpes, qui se dresse derrière les ruines du château, symboliserait ce lieu hypothétique. Bien que la commune de la Baume Cornillane ne soit pas la seule commune à revendiquer sa position de centre de la Pangée, cette originalité a été mise en avant sur le plan touristique. La Communauté d'agglomération Valence Romans n'a pas démenti.
Pour commémorer la chose, une association de pâtissiers drômois a eu l'idée d'un gâteau appelé « La Pangée » (élu meilleur biscuit de France en 2004). Le journal Le Point, ironisait, dans un article publié en 2012, sur cette prétention.

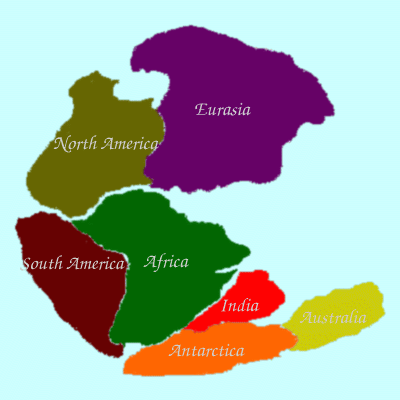
La Pangée.
La Pangée.
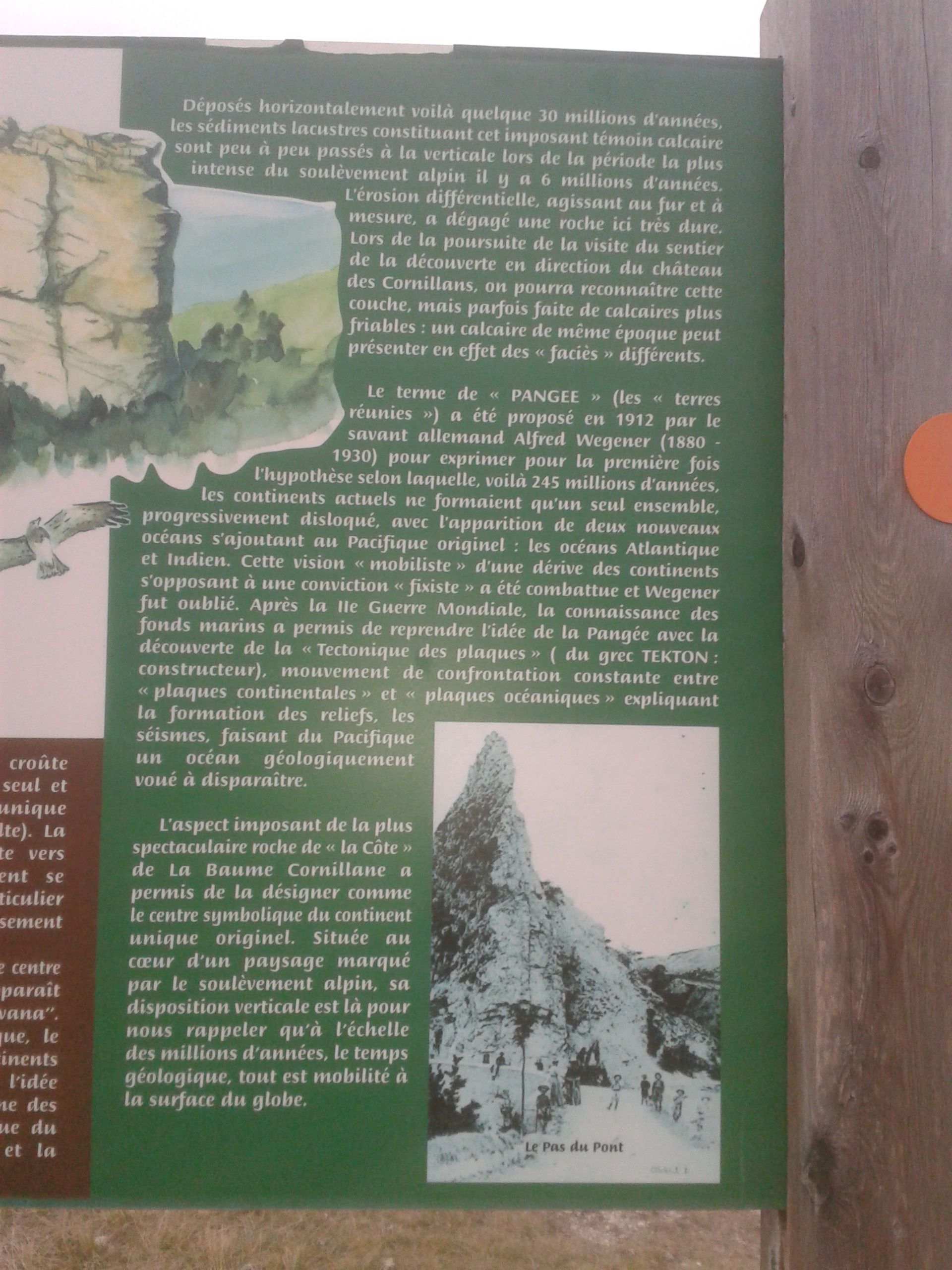
Panneau explicatif sur le site du « centre de la Pangée ».
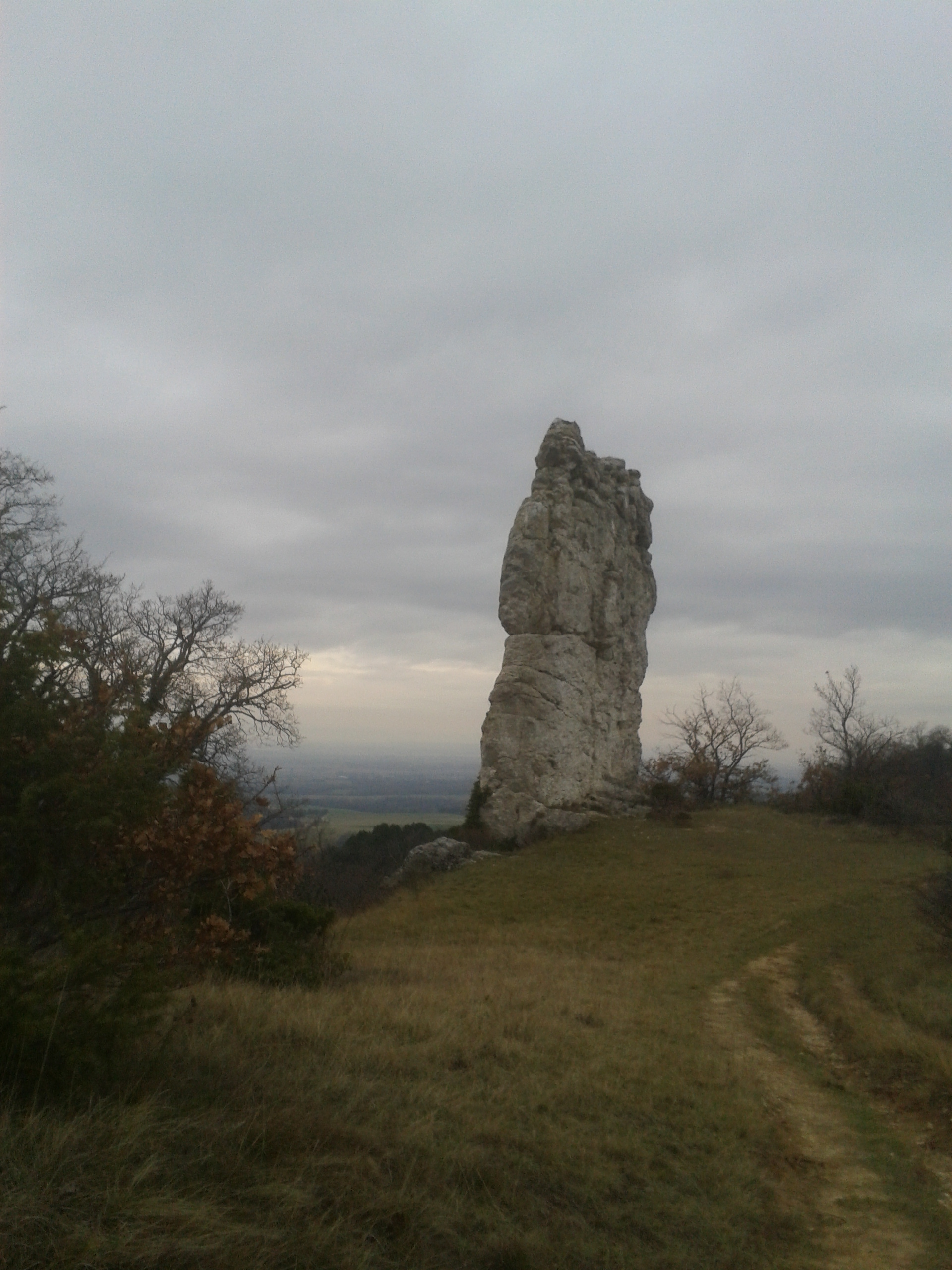
Fragment de couche sédimentaire, initialement horizontale puis redressée par les mouvements tectoniques, présenté symboliquement comme le « centre de la Pangée ».

### Hydrographie
La commune est arrosée par les cours d'eau suivants :
- la Bionne ;
- la Peyrière ;
- l'Ecoutay ;
- le Rif ;
- ruisseau de Biégaire ;
- ruisseau de Tisserand.

### Climat
Pour des articles plus généraux, voir Climat d'Auvergne-Rhône-Alpes et Climat de la Drôme.
En 2010, le climat de la commune est de type climat méditerranéen altéré, selon une étude du CNRS s'appuyant sur une série de données couvrant la période 1971-2000. En 2020, Météo-France publie une typologie des climats de la France métropolitaine dans laquelle la commune est exposée à un climat de montagne ou de marges de montagne et est dans une zone de transition entre les régions climatiques « Moyenne vallée du Rhône » et « Alpes du sud ».
Pour la période 1971-2000, la température annuelle moyenne est de 11,9 °C, avec une amplitude thermique annuelle de 17,3 °C. Le cumul annuel moyen de précipitations est de 1 055 mm, avec 8,3 jours de précipitations en janvier et 4,8 jours en juillet. Pour la période 1991-2020, la température moyenne annuelle observée sur la station météorologique de Météo-France la plus proche, « Valence-Chabeui »sur la commune de Chabeuil à 9 km à vol d'oiseau, est de 13,3 °C et le cumul annuel moyen de précipitations est de 873,9 mm,. Pour l'avenir, les paramètres climatiques de la commune estimés pour 2050 selon différents scénarios d'émission de gaz à effet de serre sont consultables sur un site dédié publié par Météo-France en novembre 2022.

### Voies de communication et transports
La commune est desservie par les routes départementales D 208, D 208a et D 745.

## Urbanisme

### Typologie
Au 1er janvier 2024, La Baume-Cornillane est catégorisée commune rurale à habitat dispersé, selon la nouvelle grille communale de densité à 7 niveaux définie par l'Insee en 2022.
Elle est située hors unité urbaine. Par ailleurs la commune fait partie de l'aire d'attraction de Valence, dont elle est une commune de la couronne,. Cette aire, qui regroupe 71 communes, est catégorisée dans les aires de 200 000 à moins de 700 000 habitants,.

### Occupation des sols
L'occupation des sols de la commune, telle qu'elle ressort de la base de données européenne d’occupation biophysique des sols Corine Land Cover (CLC), est marquée par l'importance des territoires agricoles (50,9 % en 2018), une proportion sensiblement équivalente à celle de 1990 (50,8 %). La répartition détaillée en 2018 est la suivante : forêts (48,7 %), terres arables (25 %), zones agricoles hétérogènes (15,7 %), prairies (10,3 %), espaces ouverts, sans ou avec peu de végétation (0,3 %). L'évolution de l’occupation des sols de la commune et de ses infrastructures peut être observée sur les différentes représentations cartographiques du territoire : la carte de Cassini (XVIIIe siècle), la carte d'état-major (1820-1866) et les cartes ou photos aériennes de l'IGN pour la période actuelle (1950 à aujourd'hui).

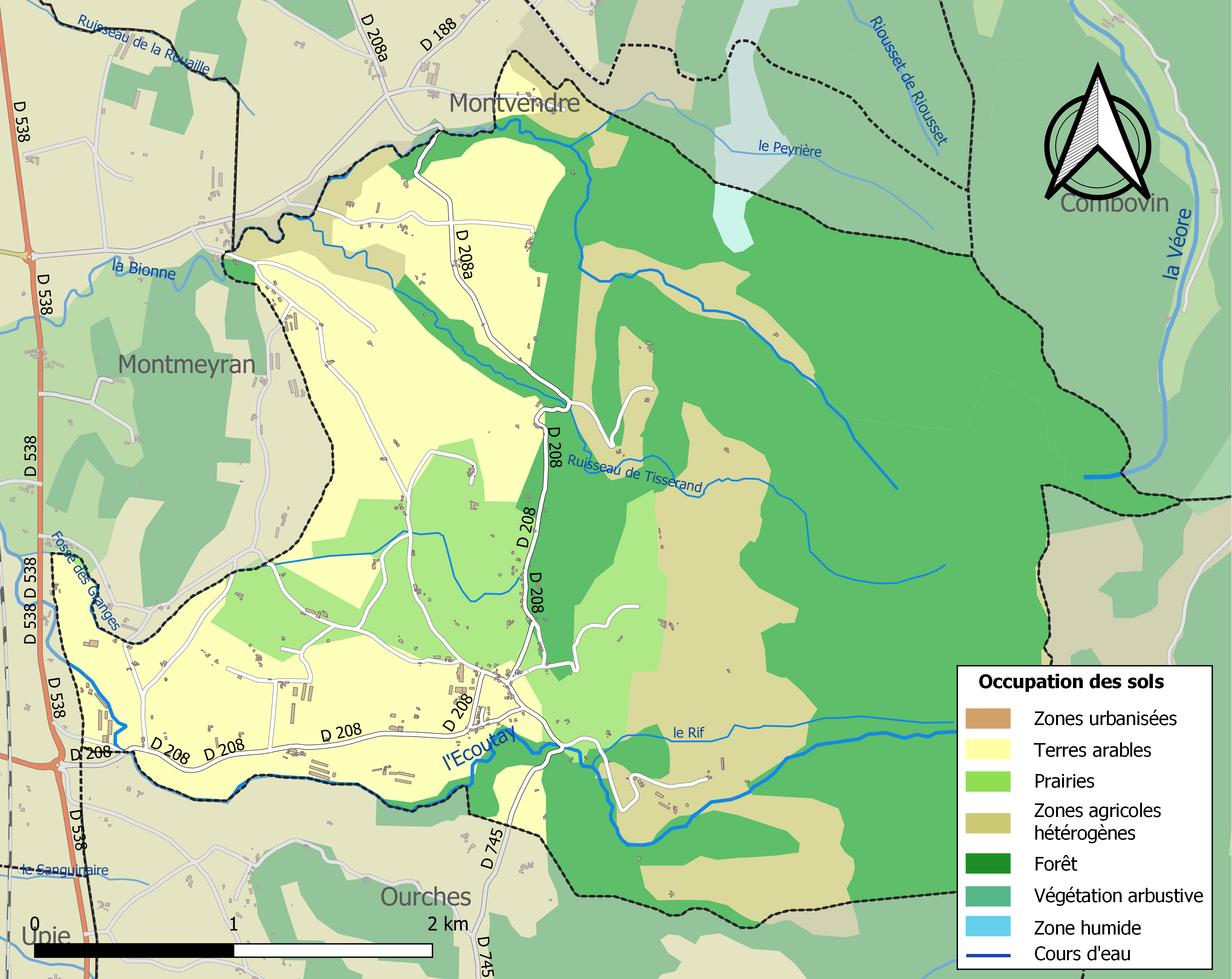
Carte des infrastructures et de l'occupation des sols de la commune en 2018 (CLC).

### Morphologie urbaine
Le territoire de la commune se compose de trois parties : la plaine, le contrefort du massif du Vercors et la montagne.

#### Quartiers, hameaux et lieux-dits
Site Géoportail (carte IGN) :
- Bon Temps
- Chalamet
- Champ de Role
- Champey
- Coli
- Ferme Bouchet
- la Bouchesse
- la Côte
- la Graire
- la Lozière
- la Maladière
- le Barlet
- le Champ du Roure
- le Coquillon
- le Franquet
- le Luc
- le Mazoyer
- le Moutet
- le Prieuré
- les Barlez
- les Bayettes
- les Bertons
- les Bois
- les Chainons
- les Chollières
- les Clabeylauds
- les Comtes
- les Garis
- les Granges
- les Maillets
- les Marais
- les Moulins
- les Perrots
- les Pialoux
- les Pias
- le Vieux Village
- l'Osaret
- Marquet
- Olivière
- Petit Jean
- Terraillon
- Théolet
- Tisserand

## Toponymie

### Attestations
Dictionnaire topographique du département de la Drôme :
- 1298 : mention de la paroisse : cura de Balma Cornillyana (cartulaire de Léoncel, 283).
- 1332 : Balma Cornilliana (Gall. christ., XVI, 129).
- 1391 : La Balme Cornilhe (choix de documents).
- 1438 : Balma Curnilhana (terrier de Montvendre).
- 1442 : Balma Cornillana (choix de documents, 275).
- XVe siècle : mention de la paroisse : cura Balme Cornilhane (pouillé de Valence).
- 1527 : La Balme Cornilhane (inventaire de Saint-Apollinaire [Valence], 283).
- 1626 : La Baulme Cournilhanne (rôle de tailles).
- 1630 : La Beaume Cornilliane (rôle de tailles).
- 1891 : La Baume Cornillanne, commune du canton de Chabeuil.

Non daté[réf. nécessaire] : La Baume-Cornillane.

### Étymologie

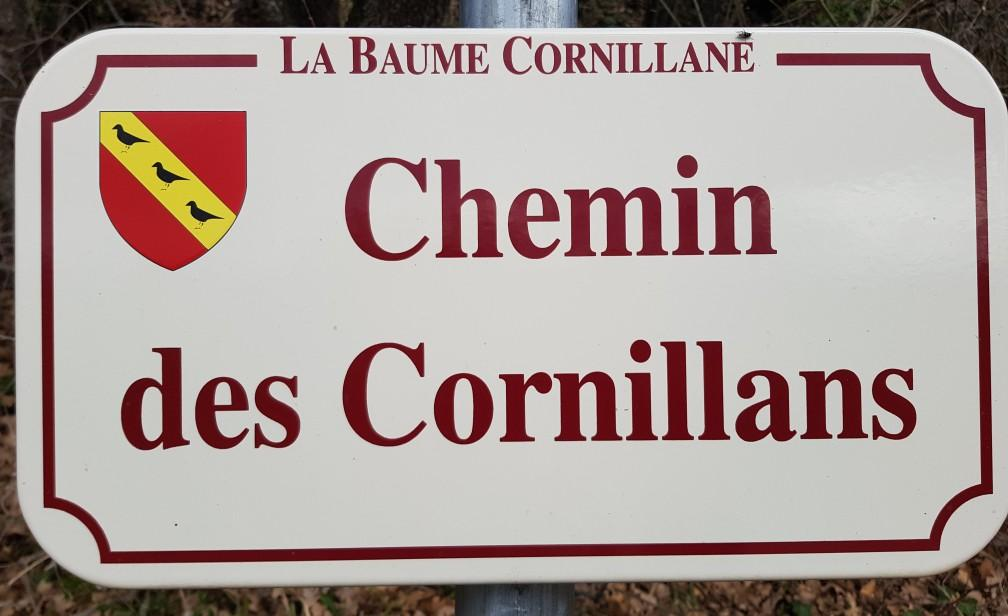
Panneau du chemin des Cornillans, avec le blason des Cornillan

Le nom de Balma Cornillane serait apparu en 1305 alors qu'Albert de Cornillan était seigneur de cette terre. Ses armoiries portent trois corneilles (du latin populaire cornicula) (voir plus bas : paragraphe héraldique).
La Baume Cornillane (Balma cornillana) doit son nom à la présence d’une grotte (balme / baume) dite de la Dame, cette Dame étant Catherine de Cornillan, grande famille de seigneurs locaux dont les armes sont trois corneilles.

## Histoire
Pour un article plus général, voir Histoire de la Drôme.

### Préhistoire
Dans son étude historique, Théophile Vernier consigne que des vestiges archéologiques, fragments de silex taillés en pointes de flèches, en haches et en couteaux, retrouvés aux alentours de la grotte et dans les champs voisins prouvent une occupation humaine du site depuis l'âge de pierre.

### Antiquité
Dans son étude historique, Théophile Vernier affirme que le village gallo-romain, dont on a retrouvé des vestiges (tuiles, poteries, cimetière), s'est peu à peu converti à la foi chrétienne, comme en témoigne l'épitaphe de Constantinus (sous-diacre), une inscription datée du VIe siècle, gravée sur une pierre de l'ancien prieuré. Une première église aurait donc été bâtie vers l'an 500.

### Du Moyen Âge à la Révolution
Au Moyen Âge, le village s'établit autour d'une église paléochrétienne qui devient un prieuré clunisien de Marcigny sous le vocable de Saint-Étienne. Le second village, fortifié, s'établit vers l'an 1100 sur la hauteur, autour du donjon dont on peut voir les vestiges.
Les Cornilhan, ou Cornillan, sont les premiers seigneurs du lieu.
La seigneurie :
- Au point de vue féodal, La Baume-Cornillane était une terre des comtes de Valentinois.
- Possession, seigneurie des Cornillan.
- Milieu XVIe siècle : passe (par mariage) aux Eurre.
- 1579 : passe (par héritage) aux Alrics.
- 1685 : passe (par héritage) aux Berton de Crillon, derniers seigneurs.

Refuge des Vaudois puis des protestants.
XVIe siècle : Catherine de Cornillan, dernière descendante des Cornillan (ou Cornilhan), adopte la religion réformée en 1562. Dans son testament du 17 mai 1579, elle demande à sa descendance d'associer son nom à celui de leur père Thierry d'Urre (Eurre), d'entretenir la réforme protestante sur ses terres et d'être inhumée dans le temple. Une grotte porterait son nom, « la Grotte de la Dame »[réf. nécessaire].
Introduit dans le midi de la France au XVe siècle, le mûrier, dit «l'arbre d'or», très répandu à La Baume-Cornillane au XVIe siècle, apporte aisance à plusieurs foyers.
1589 (démographie) : 100 familles.
1789 (démographie) : 130 chefs de famille.
Avant 1790, la Baume-Cornillanne était une communauté de l'élection et subdélégation de Valence et de la sénéchaussée de Crest.
Elle formait une paroisse du diocèse de Valence. Son église était sous le vocable des Saints-Philippe-et-Jude et les dîmes appartenaient au prieur du lieu qui présentait à la cure.

### De la Révolution à nos jours
En 1790, la commune fait partie du canton de Chabeuil.
La nouvelle répartition de la propriété conduit au déplacement du vieux village dans la plaine au XIXe siècle. Les progrès de l'agriculture apporte prospérité à de nombreux foyers.
L'agriculture et l'élevage restent jusqu'à ce jour la ressource principale de l'économie locale.

## Politique et administration

### Liste des maires
| Période                                                                      | Période                       | Identité                                       | Étiquette | Qualité       |
| ---------------------------------------------------------------------------- | ----------------------------- | ---------------------------------------------- | --------- | ------------- |
| Les données manquantes sont à compléter. : de la Révolution au Second Empire |                               |                                                |           |               |
| 1790                                                                         | 1871                          | ?                                              |           |               |
| Les données manquantes sont à compléter. : depuis la fin du Second Empire    |                               |                                                |           |               |
| 1871                                                                         | 1874                          | ?                                              |           |               |
| 1874                                                                         | 1878                          | ?                                              |           |               |
| 1878                                                                         | 1884                          | ?                                              |           |               |
| 1884                                                                         | 1888                          | ?                                              |           |               |
| 1888                                                                         | 1892                          | ?                                              |           |               |
| 1892                                                                         | 1896                          | ?                                              |           |               |
| 1896                                                                         | 1900                          | ?                                              |           |               |
| 1900                                                                         | 1904                          | ?                                              |           |               |
| 1904                                                                         | 1908                          | ?                                              |           |               |
| 1908                                                                         | 1912                          | ?                                              |           |               |
| 1912                                                                         | 1919                          | ?                                              |           |               |
| 1919                                                                         | 1925                          | ?                                              |           |               |
| 1925                                                                         | 1929                          | ?                                              |           |               |
| 1929                                                                         | 1935                          | ?                                              |           |               |
| 1935                                                                         | 1945                          | ?                                              |           |               |
| 1945                                                                         | 1947                          | ?                                              |           |               |
| 1947                                                                         | 1953                          | ?                                              |           |               |
| 1953                                                                         | 1959                          | ?                                              |           |               |
| 1959                                                                         | 1965                          | ?                                              |           |               |
| 1965                                                                         | 1971                          | ?                                              |           |               |
| 1971                                                                         | 1977                          | ?                                              |           |               |
| 1977                                                                         | 1983                          | ?                                              |           |               |
| 1983                                                                         | 1989                          | ?                                              |           |               |
| 1989                                                                         | 1995                          | Louis Blache                                   |           |               |
| 1995                                                                         | 2001                          | René Soulat                                    |           |               |
| 2001                                                                         | 2008                          | René Soulat                                    |           | maire sortant |
| 2008                                                                         | 2014                          | René Soulat                                    |           | maire sortant |
| 2014                                                                         | 2020                          | Jean Meurillon                                 |           | retraité      |
| 2020                                                                         | En cours (au 20 janvier 2021) | Dominique Sylvestre (mr.)[source insuffisante] |           |               |

## Population et société

### Démographie
L'évolution du nombre d'habitants est connue à travers les recensements de la population effectués dans la commune depuis 1793. Pour les communes de moins de 10 000 habitants, une enquête de recensement portant sur toute la population est réalisée tous les cinq ans, les populations de référence des années intermédiaires étant quant à elles estimées par interpolation ou extrapolation. Pour la commune, le premier recensement exhaustif entrant dans le cadre du nouveau dispositif a été réalisé en 2004.

En 2022, la commune comptait 452 habitants, en évolution de +3,2 % par rapport à 2016 (Drôme : +2,64 %, France hors Mayotte : +2,11 %).
| 1793 | 1800 | 1806 | 1821 | 1831 | 1836 | 1841 | 1846 | 1851 |
| ---- | ---- | ---- | ---- | ---- | ---- | ---- | ---- | ---- |
| 478  | 322  | 401  | 535  | 560  | 559  | 543  | 539  | 506  |

| 1856 | 1861 | 1866 | 1872 | 1876 | 1881 | 1886 | 1891 | 1896 |
| ---- | ---- | ---- | ---- | ---- | ---- | ---- | ---- | ---- |
| 512  | 503  | 458  | 451  | 482  | 448  | 401  | 406  | 388  |

| 1901 | 1906 | 1911 | 1921 | 1926 | 1931 | 1936 | 1946 | 1954 |
| ---- | ---- | ---- | ---- | ---- | ---- | ---- | ---- | ---- |
| 369  | 357  | 386  | 338  | 327  | 305  | 277  | 271  | 230  |

| 1962 | 1968 | 1975 | 1982 | 1990 | 1999 | 2004 | 2006 | 2009 |
| ---- | ---- | ---- | ---- | ---- | ---- | ---- | ---- | ---- |
| 240  | 203  | 186  | 245  | 321  | 396  | 430  | 438  | 448  |

| 2014 | 2019 | 2022 | - | - | - | - | - | - |
| ---- | ---- | ---- | - | - | - | - | - | - |
| 449  | 452  | 452  | - | - | - | - | - | - |

### Enseignement
La commune est rattachée à l'académie de Grenoble.
Les communes de la Baume Cornillane et d'Ourches fonctionnent en Regroupement Pédagogique Intercommunal (RPI) depuis 1983. Les classes de petites et moyennes sections sont accueillies à Montmeyran. Ourches accueille les enfants de la grande section au CP et La Baume accueille les enfants du CE1 au CM2.
Les collégiens sont accueillis au collège Marcelle Rivier de Beaumont les Valence. Pour le lycée, l’établissement dont dépend la commune est la Cité scolaire Algoud/Laffemas à Valence.

### Manifestations culturelles et festivités
Le terrain devant la Grotte de la Dame est un lieu de rassemblement pour les joueurs de didgeridoo[réf. nécessaire].

### Médias
Le territoire de la commune se situe dans l'aire de diffusion de plusieurs médias :
- Presse écrite
  - Le Dauphiné libéré, quotidien régional qui consacre, chaque jour, y compris le dimanche, dans son édition de « Valence - Drôme » un ou plusieurs articles à l'actualité du canton et de la commune, ainsi que des informations sur les éventuelles manifestations locales, les travaux routiers, et autres événements divers à caractère local.
  - L'Agriculture Drômoise, journal d'informations agricoles et rurales, couvre l'ensemble du département de la Drôme.
  - Drôme Hebdo (ancien Peuple Libre), hebdomadaire chrétien d'informations.
- Presse audio-visuelle
  - Ici Drôme Ardèche est une radio publique diffusée sur tout le territoire du département de la Drome.

### Cultes
L'église paroissiale et la communauté catholique de la commune relèvent de la Paroisse Sainte Famille du Crestois dont la maison paroissiale est située à Crest. Cette paroisse est rattachée au diocèse de Valence.

## Économie

### Agriculture
En 1992 : céréales, arbres fruitiers, ovins, caprins, porcins.

## Culture locale et patrimoine

### Lieux et monuments
- Ruines féodales (donjon carré) du château des Cornillans bâti au XIIe siècle. Le site est marqué par les destructions de Simon de Montfort (croisade contre les Albigeois) en 1217 et par celles des troupes de Louis XIII en 1626[23].

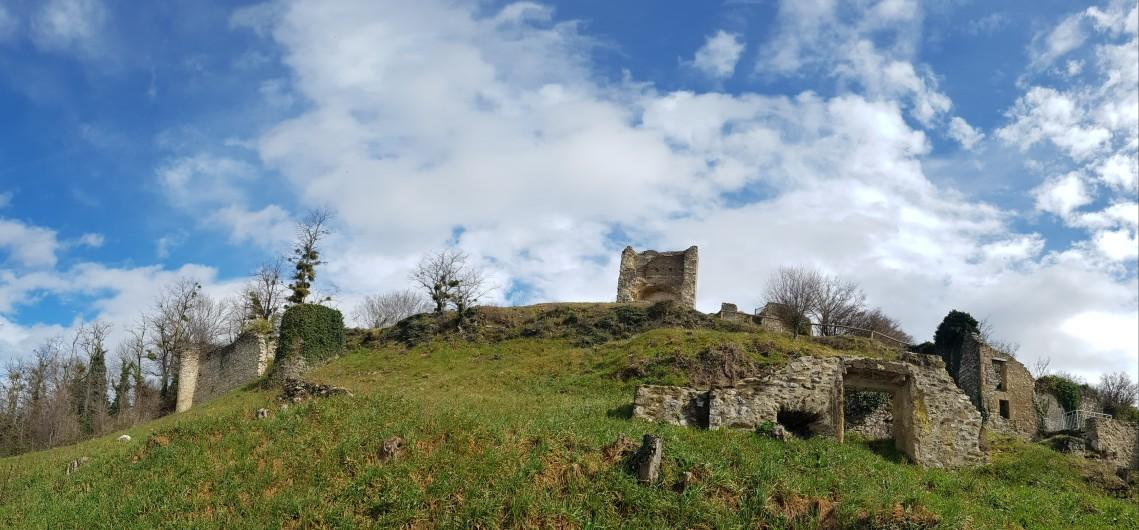
Ruines du château et du vieux village de la Baume Cornillane, Drôme
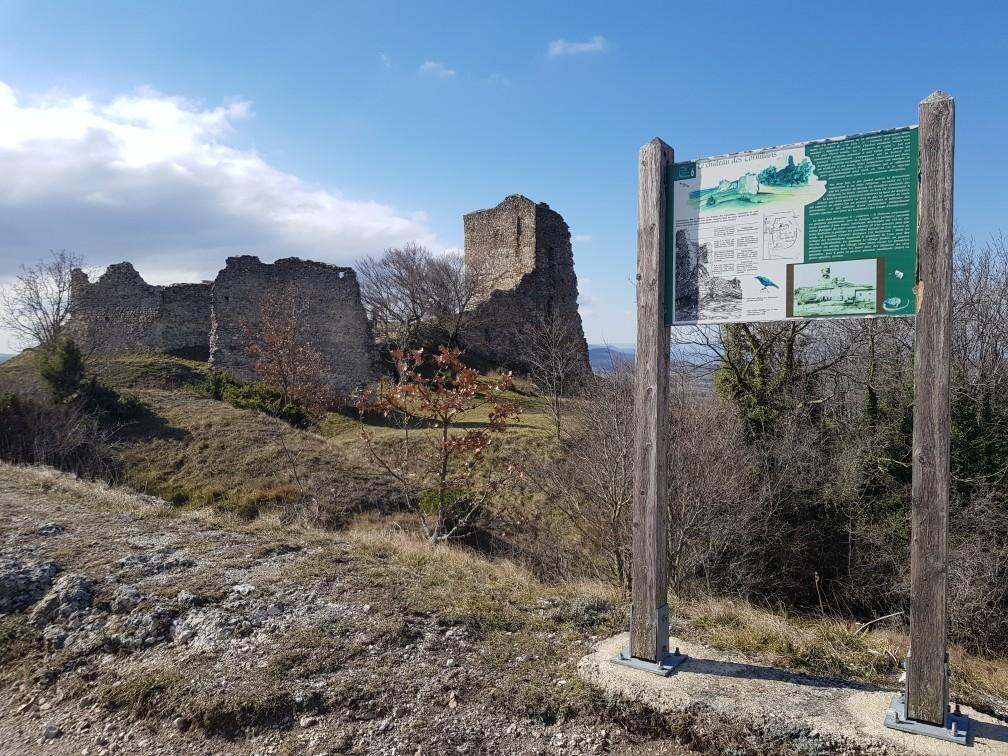
Château des Cornillans et panneau, La Baume Cornillane, Drôme
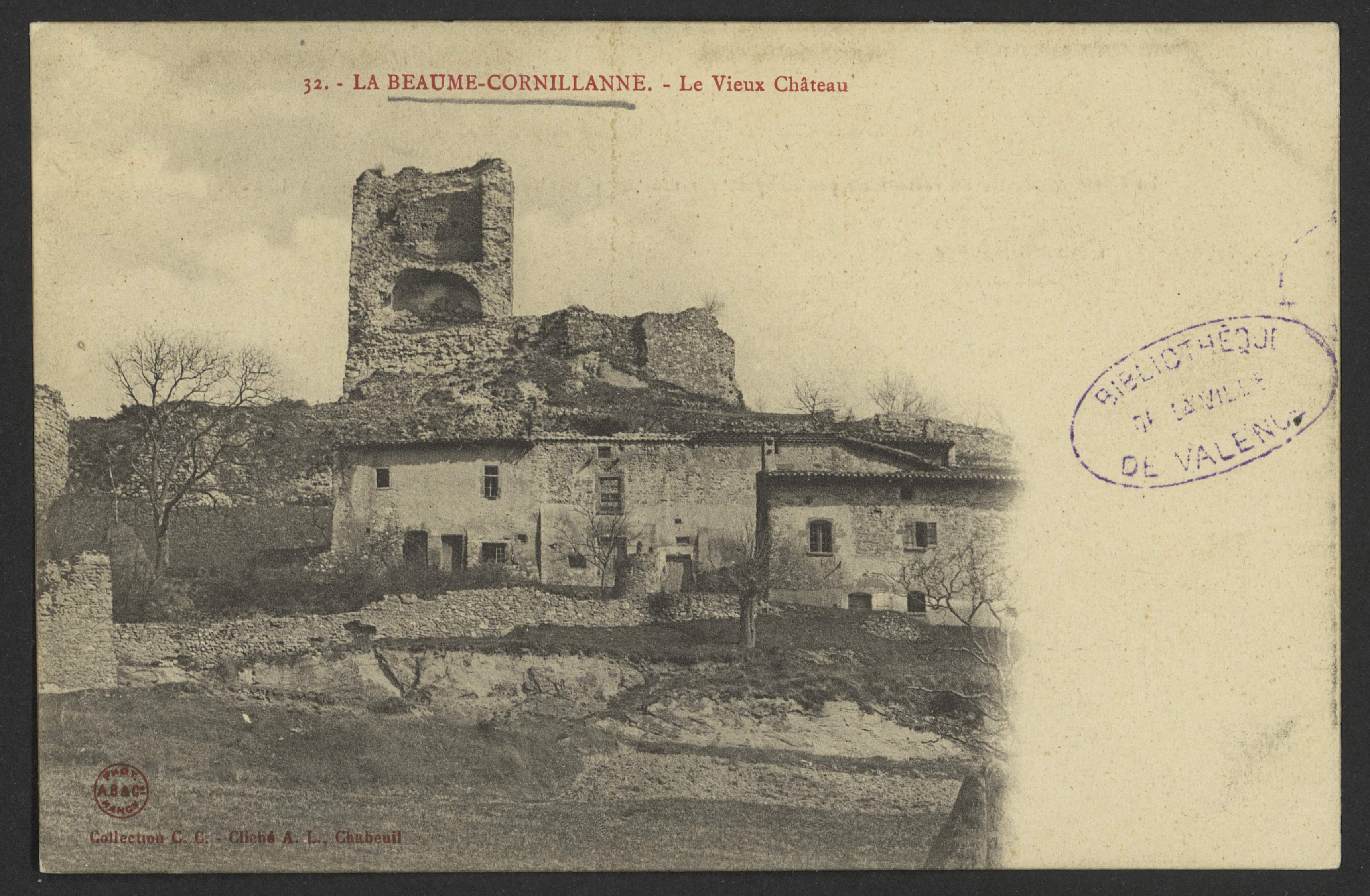
Le château et le vieux village

- Ruines du vieux village, démonté au XIXe siècle, après la nouvelle répartition de la propriété, pour être rebâti dans la plaine[23].
- Fermes fortes[24].

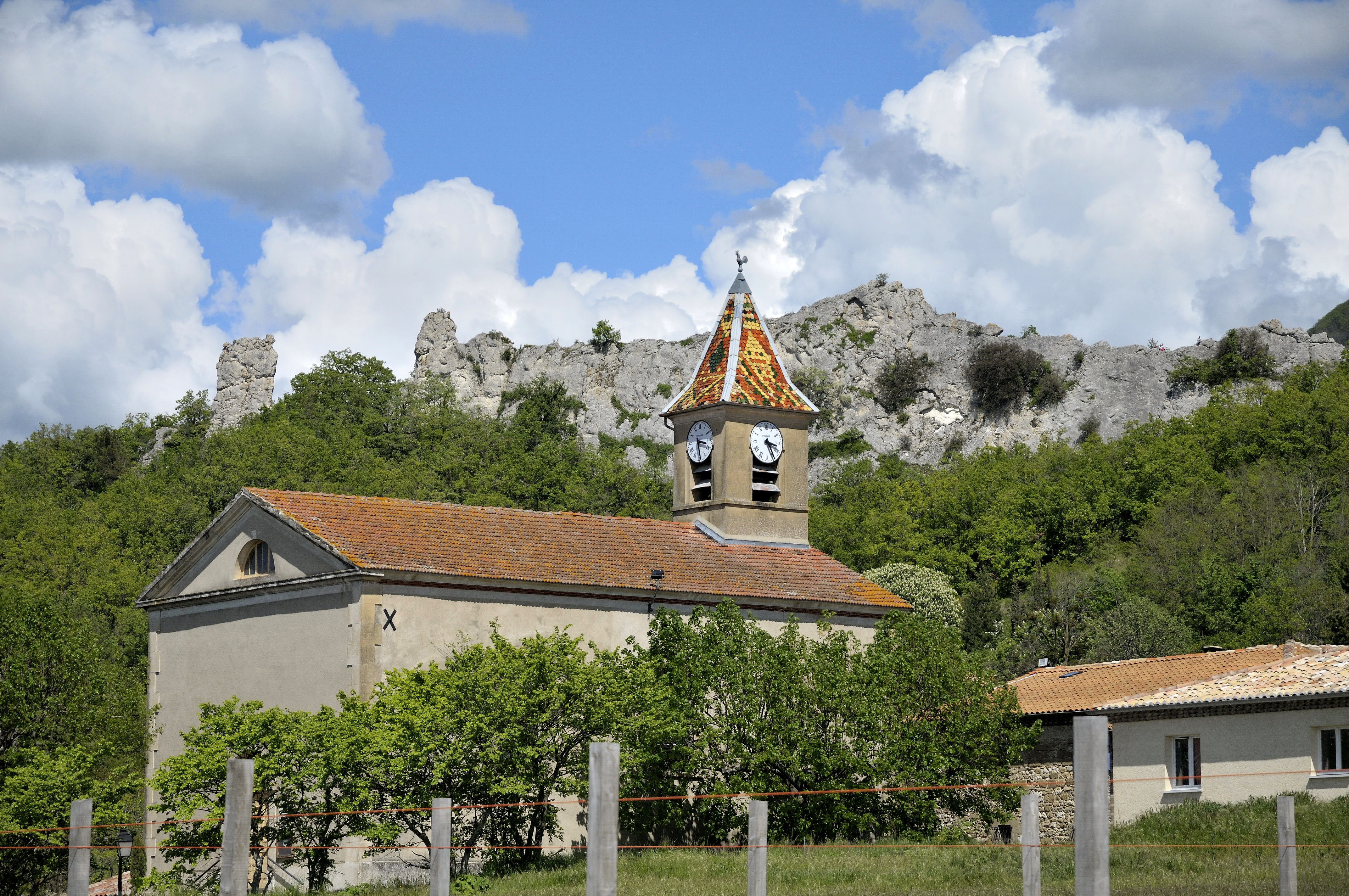
Le temple.

- Temple du XIXe siècle : cloche XVIIe siècle (classement du 5 juillet 1943[32] au titre des monuments historiques)[24],[33].

### Patrimoine naturel
- Panorama sur le Vercors et la plaine de Chabeuil[24].
- Grotte de la Dame[2],[24].
- La Cascade du Rif

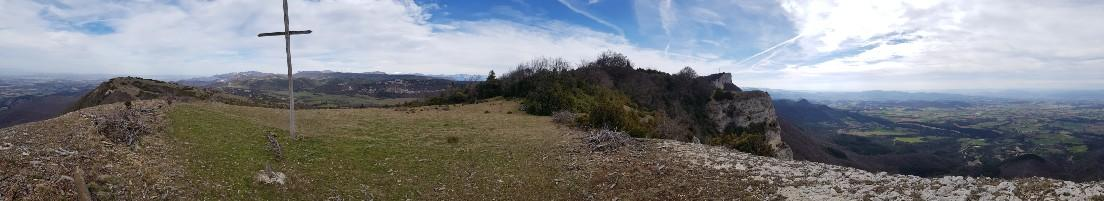
Panorama depuis le Pas de la Croix, La Raye
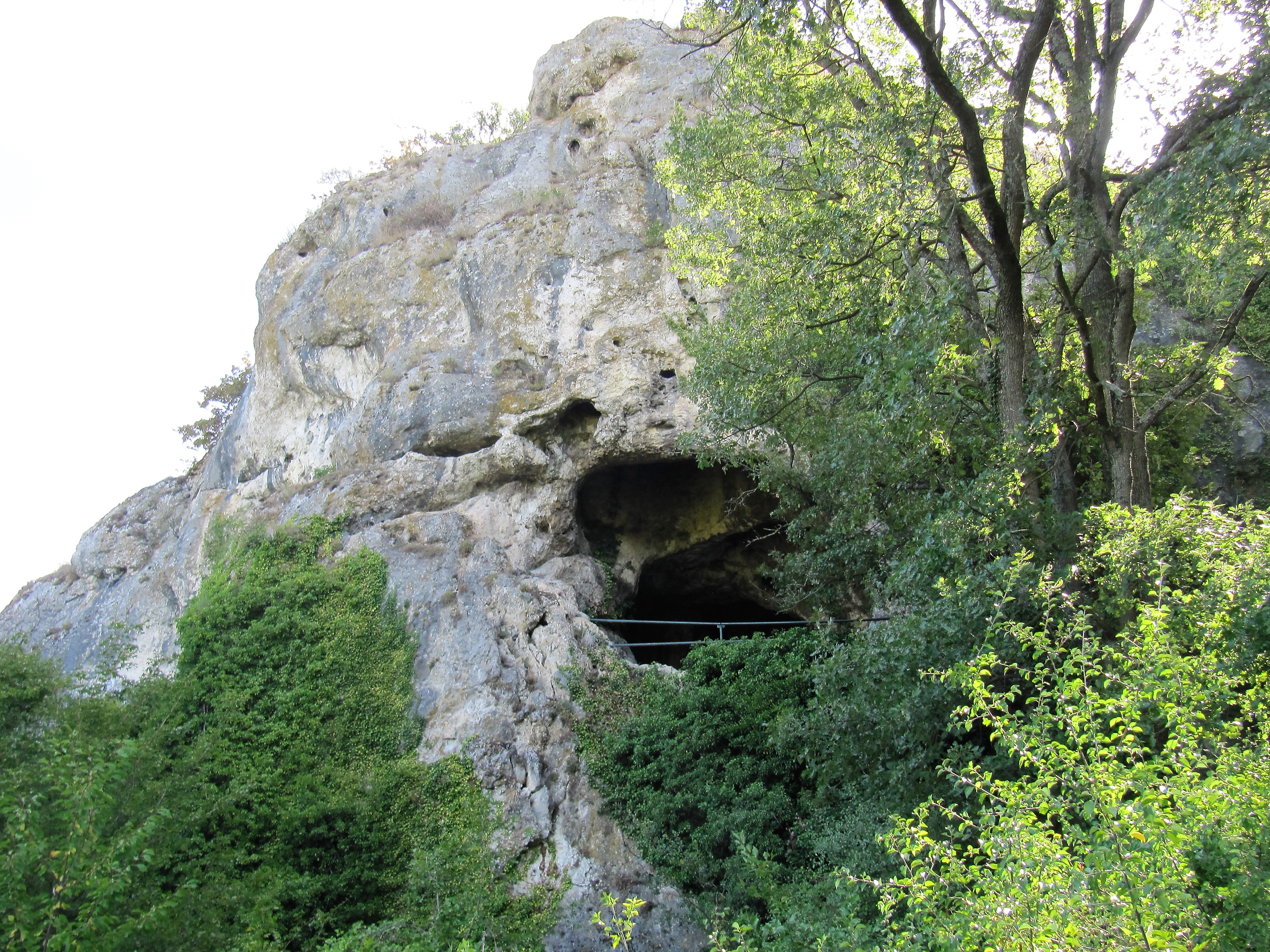
La Grotte de la Dame
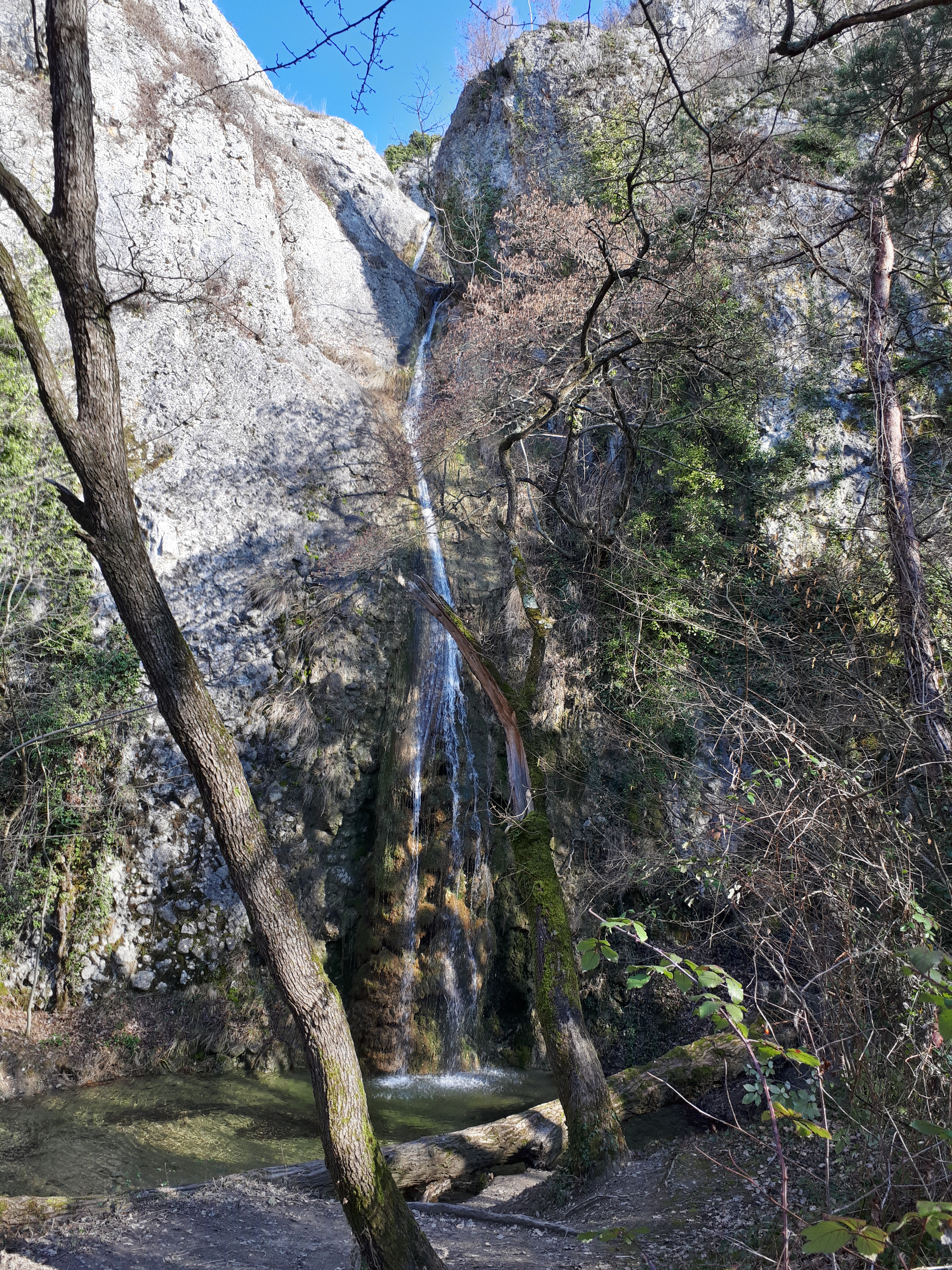
La Cascade du Rif

### Personnalités liées à la commune
Catherine de Cornilhan (XVIe siècle) : châtelaine, fervente huguenote, qui donna son nom à la «grotte de la Dame».
Charles des Alrics de Cornillan (XVIe siècle) : petit-fils de Catherine de Cornilhan, «mestre de camp» de l'armée huguenote sous le commandement du Baron des Adrets, gouverneur de Valréas (1563), de Corps et de Nyons (1568), récompensé par Henri IV pour sa bravoure et sa noble conduite.

### Héraldique, logotype et devise
| Blason de La Baume-Cornillane | Blason  | De gueules à la bande d'or chargée de trois corneilles de sable posées à plomb. |
| Blason de La Baume-Cornillane | Détails | Le blason de la commune reprend celui de la famille Cornillan, ou Cornilhan, seigneurs du lieu du XIIe au XVIe siècle. Armes parlantes. Le statut officiel du blason reste à déterminer. |